# Atelothrus debilis
Atelothrus debilis är en skalbaggsart som beskrevs av Perkins 1917. Atelothrus debilis ingår i släktet Atelothrus och familjen jordlöpare. Inga underarter finns listade i Catalogue of Life.